# Amor Towles
Amor Towles, född 24 oktober 1964 i Boston, är en amerikansk romanförfattare.